# Tingstjärn
Tingstjärn är en sjö i Härjedalens kommun i Härjedalen och ingår i Göta älvs huvudavrinningsområde. Tingstjärn ligger i Rogen Natura 2000-område.